# Leporinus marcgravii
Leporinus marcgravii is een straalvinnige vissensoort uit de familie van de kopstaanders (Anostomidae). De wetenschappelijke naam van de soort werd in 1875 gepubliceerd door Christian Frederik Lütken.